# 北洪多里夫斯基
北洪多里夫斯基（羅馬化：Sievero-Hundorivskyi）是位於烏克蘭東部的鎮，由盧甘斯克州多夫然斯克区的索羅基內市鎮負責管轄。
該鎮2011年人口為1177人，自2014年起由卢甘斯克人民共和国實際控制。2022年人口估计为1,065。

## 人口統計
根據 2001年烏克蘭人口普查，鎮民人口為1496人，他們的母語分配如下：
- 乌克兰语：6.0%
- 俄语：93.4%
- 其他：0.6%